# Formicivora
Formicivora là một chi chim trong họ Thamnophilidae.

## Hình ảnh

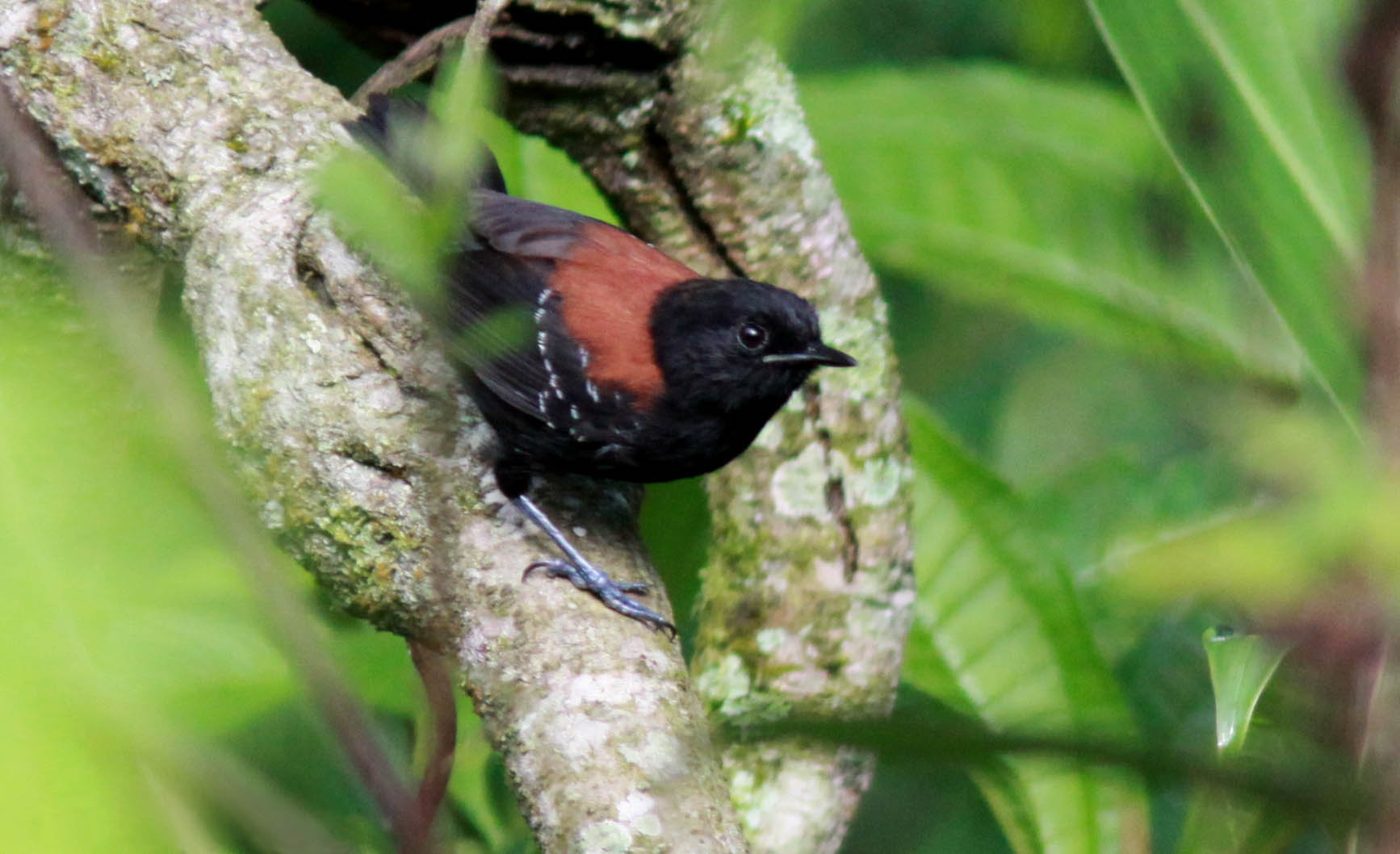
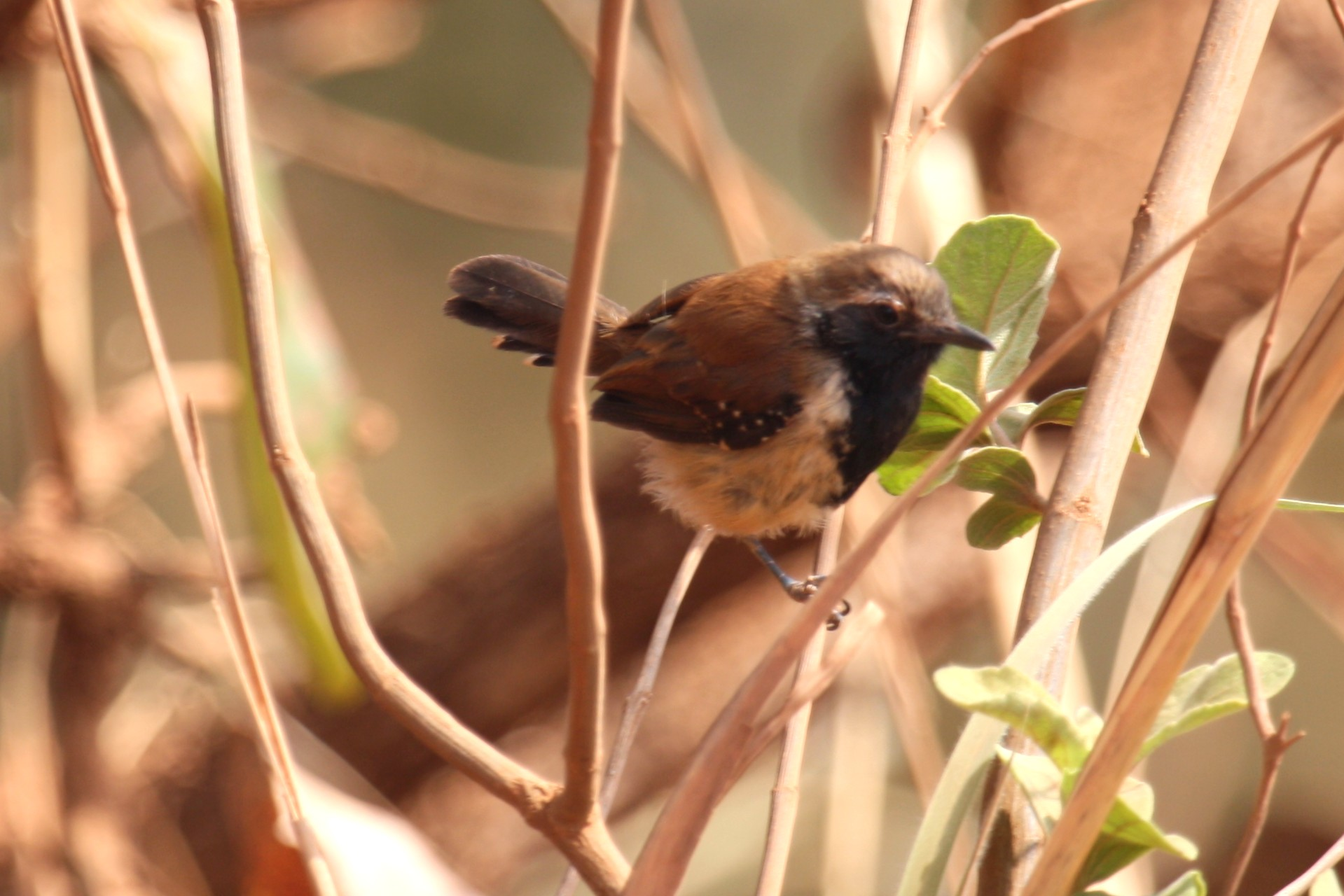